# ジェムズガン
ジェムズガン (JAMESGUN) は、「ガンダムシリーズ」に登場する架空の兵器で、有人操縦式の人型ロボット兵器「モビルスーツ（MS）」の一つ。初出は、1993年放送のテレビアニメ『機動戦士Vガンダム』。
作中の軍事勢力の一つ「地球連邦軍」の主力量産機で、『機動戦士ガンダム』の当時（宇宙世紀 (U.C.) 0079年）における主力機「ジム」や、以降の連邦製量産機の系譜に属する機体。『Vガンダム』の当時（U.C.0153年）では旧式化が進みつつあり、敵対勢力である「ザンスカール帝国軍」の新型MSに圧倒される場面が多い。
当記事では、宇宙用の発展機「ジャベリン」、小説版『Vガンダム』に登場する次世代機「ジェイブス」についても記述する。

## デザイン
メカニックデザインはジェムズガン、ジャベリンともに石垣純哉。ジェムズガンは当初からイメージが固まっていたため、初期案からの変化が少ない。なお、連邦軍の重戦闘型MSという案も考えられていたようである。
逆に、ジャベリンは初期案ではバックパックにオーバーハングキャノンを装備したデザインであった。宇宙用MSとしてシルエットが当たり前のものとなってしまうことに苦慮していたとき、『Vガンダム』の監督である富野由悠季のアドバイスによって生まれたという。
これらの機体は本放送開始時には詳細な設定が固まっていなかったが、本放送中の1993年にバリエーション企画『V-MSV』上において開発背景などが定義された。設定は、これまで『機動戦士ガンダムF90』や『機動戦士ガンダム シルエットフォーミュラ91』を含む『F91MSV』などを設定していたバンダイ出版課がメディアワークスへ移管されたことにより、新たに伸童舎を中心としてまとめられた。『V-MSV』上では企画元が変わったことで『F91』からの設定の連続性について語られることは多くなかったが、後年に双葉社から発行された『モビルスーツ全集 RGM-79ジムBOOK』ではシルエットフォーミュラプロジェクトとの関係について言及する説を提唱したり、ディアゴスティーニの資料では本系列はシルエットフォーミュラとは別の系統で開発されたものとする説を提唱するなど、各媒体で整合を図る動きもある。

## 設定解説
アナハイム・エレクトロニクス（AE）社が開発したヘビーガンの後継機。U.C.0119年に正式採用され、連邦軍勢力下に配備された。
本機は旧式化しつつあったヘビーガンの後継機として、同程度の性能を維持しつつメンテナンスの簡素化を目標とした、RGM系列の延長線上に位置する量産型汎用MSであった。しかし、開発中に台頭したサナリィのフォーミュラ計画の影響を受け、シルエットフォーミュラ計画で得たノウハウを援用し、重力下用（地上用およびコロニー内）と宇宙用の機種を開発するという路線変更を経た結果、地上用機として完成することとなった。このため、ロールアウト時期は、U.C.0122年に完成したRXF-91よりも早いものとなっている。
完成当初は地上用としての運用思想が定まっておらず、初期生産型が月面のグラナダ基地に配備されていたほか、量産された機体の一部は宇宙艦隊にも配備された。基本設計についてはジェガンを踏襲している部分が多いが、これはU.C.0120年代になっても使用され続けた同機に対する連邦軍関係者の信頼の表れとの見方がある。しかし、本機に搭乗した連邦軍兵士には、ジェネレーターの出力不足を理由に「戦闘用MSではなくモビルワーカー（作業機）である」と揶揄されるものであった。その上、生産が遅れていたため、U.C.0123年のクロスボーンの蜂起時において参戦したのはわずか7機であり、それも月面の施設防衛であったために、実質的にはコスモバビロニア建国戦争に参戦することができなかった形になる。このため、カタログスペックとしてはU.C.120年代の“標準レベル”（クロスボーン・バンガードのデナン・ゾンと互角）に達してはいるものの、実戦における評価は定まらず、「開発スタッフの現状認識の甘さを象徴した機体」と評されることもある。
ただし目立った故障もなく気象条件の厳しい地区（アフリカ、南米、北極など）でも若干の改造で運用できるという利点があり、汎用性のある武装によって状況対応能力には優れているなど、量産機として優秀と言える面もある。これにより各地の連邦軍駐屯地で高稼働率MSとして重宝され大量に生産されており、制式採用から30年以上経過したU.C.0153年までに、地球圏で最も配備数が多いMSとなっていた。しかし、ザンスカール戦争勃発時においてはザンスカールのベスパやリガ・ミリティアの新型機の前には旧式化が目立ち、あらゆる対MS戦闘で後れを取ったため、第一線から退かされて作業機械や輸送部隊の警備用として使われることが多かった。なお、本機はジャベリンが生産されたことにより、U.C.0150年までに生産を終了している。
コックピットは胸部に位置しており、ハッチの開放は中央部にある外側の装甲が上側に収納され、内部側に備わったシャッター式の装甲も同様に、上側へ開く仕組みとなっている。コクピットは連邦軍の量産機の流れをくむ標準的な全天周囲モニター・リニアシートを採用しており、非常時にはイジェクションポッドとして機能する。操縦系統はヘビーガンと同じくスティックタイプとなっており、乗員を保護するためのエアバッグ兼用のエアベルトを備える。これは、ジャベリンやガンイージに搭載されているものと同型である。

### 武装
ビーム・ライフル
標準的な射撃武器。本機の主兵装で量産MS用として簡略化されており、サブグリップやオプション装備などは持たない。その単純な構造により整備性や生産性は非常に優れていたものと考えられるが、出力が低く、リガ・ミリティアの戦術担当官からは、使い物にならないとして相手にされなかった。
ビーム・サーベル
腰のサイドアーマーに収納された近接戦装備。リガ・ミリティアのMSと共通の規格となっている。
頭部バルカン砲
連邦軍量産機に伝統的に搭載されている2門の近接戦闘用兵装。
ビーム・シールド
左腕部に装備している防御兵装。映像化された地球連邦軍の量産型MSとしては初めて搭載された。
メガ・ビーム・バズーカ
U.C.0120年代にサナリィで設計され、クラスターガンダムで使用されていた装備。U.C.0150年代においては連邦軍MSの使用する標準的なオプション兵装とされる。設定のみ存在し、劇中では未使用。
アンカーシールド
漫画『機動戦士クロスボーン・ガンダム 鋼鉄の7人』に登場した兵装兼作業機器。釣り針のようなフックがワイヤーに接続されて伸縮自在となっているほか、ある程度の強度を持つことからシールドとしても使用可能。
爆雷
『機動戦士Vガンダム』第36話に登場。地上を走行するモトラッド艦隊に対し、上空から散布して爆撃を行った。

### 劇中での活躍
第11話ではリガ・ミリティアに協力する部隊として登場。スコップを使用しての旧ベチエン飛行場の整備のほか、引っ越し公社の所属に偽装したリガ・ミリティアの輸送機の護衛を務める。しかし、ドゥカー・イク少佐率いるガッダール隊の襲撃を受け、パイロット練度の低さもあってまったく相手にならず、全機が撃破される。第36話ではモトラッド艦隊の足を止めるべく爆雷隊として2小隊が爆雷散布に参加する。人質を使いV2ガンダムに攻撃を仕掛けたゴズ・バールのゾリディアに切りつけるも一蹴され、別の1機はカテジナ・ルースのゾリディアに撃墜される。大気圏付近でのエンジェル・ハイロゥ攻防戦にも参加しており、ラー・カイラム級機動戦艦ジャンヌ・ダルクの艦首付近に配置され、拡散したゴトラタンのビーム攻撃をビーム・シールドで防ぎ、艦の防御に貢献した。
漫画『機動戦士クロスボーン・ガンダム』
宇宙港を防衛していた本機部隊が、死の旋風隊によって全滅させられる。外伝作品「猿の惑星」では、ハリソンの僚機としてジャベリンとともに登場する。『機動戦士クロスボーン・ガンダム 鋼鉄の7人』ではヘビーガンに代わって配備されており、ハリソンらが搭乗する。続編漫画『機動戦士クロスボーン・ガンダム ゴースト』でも、リア・シュラク隊に協力する形でリガ・ミリティア所属機が登場する。『機動戦士クロスボーン・ガンダム DUST』では、連邦軍の特殊部隊「キュクロープス」において同組織用に頭部を改装した本機が運用されている。

### バリエーション

#### ジェムズガン初期量産型
U.C.0120年〜0125年に配備された初期型。この時点ではヘビーガンやGキャノンと同じくライトグリーンを基調とするカラーリングが施され、ビーム・シールドは未装備。U.C.0123年に勃発したコスモ・バビロニア建国戦争によるフロンティアサイド制圧にあたり、鎮圧部隊として初期生産分7機がグラナダ守備隊に編入された。

#### ジェムズガン宇宙艦隊所属機
ジャベリンの配備が行き渡るまでに、ヘビーガンとともに宇宙艦隊に配備されていた機体。スラスターとアポジモーターを換装した機体の生産が行われていたともされる。伝統のジムカラーに塗装されていたが、少数が艦隊儀礼用の機体とされていただけである。

#### コロニー守備隊機
各サイドの防衛用に配備されていた機体。U.C.0130年頃まではライトグリーンを基調とした塗装だったが、それ以降はかつてのコロニー内戦闘用のRGM-79Gに採用されたカラーリングに変更された。
ほかにもカラーリングのバリエーションとして、インド地区配備機やアマゾン地区守備隊が存在する。アニメ本編に登場する機体のカラーリングは、「当初はヨーロッパ地区配備機の仕様で、U.C.0153年時点では地球上に配備された機体のほとんどがこの仕様に統一されている」となっている。

#### 砂漠用ジェムズガン
型式番号はRGM-119D。アフリカ戦線の配備機を改修した性能向上型。現地仕様の改造機体であるが、制式番号が別に与えられている。
一般機は通常機体と外観の差異が少ないが、一部の機体は上半身を中心に大幅に改装されている。当時の連邦軍では珍しい実戦部隊であるAAAA（）隊の所属機で、リガ・ミリティアのブルーバード隊の協力を得てベスパの進軍を食い止める。のちにリガ・ミリティアに参加する連邦軍のロベルト・ゴメス大尉も過去にAAAA隊に所属しており、本機に搭乗する。

#### ジェムズガン改
型式番号はCRGM-119。漫画『機動戦士クロスボーン・ガンダム DUST』に登場する機体。本作の舞台であるU.C.0169年には技術退行が生じているため、これに合わせてデチューンの上で生産されている。
地球連邦軍のキュクロープス隊で運用される同隊で運用中のほかの機体と同様、メインセンサーが単眼のものに換装されている。ジェムズガンの生産ラインを用いて製造されているが、技術レベルの後退によって性能が低下している面もある。また、同様に技術レベルの後退からビーム兵器の信頼性が著しく低下しているため、武装は実弾系のものとなっている。しかし、連邦の技術が再び発展してビーム・ライフルを使えるようになったため、戦闘力は向上した。

#### ショートショルダー
型式番号はRGM-119[SS]。漫画『機動戦士クロスボーン・ガンダム DUST』に登場する機体で、現地改修機。「ショートショルダー」は、市街地の戦闘を想定して左右ともに切り詰められた肩アーマーにちなんで兵士たちにつけられた愛称である。
コロニー内の市民制圧に重点を置いて改修されているため、頭部は下方向からの攻撃に備えて顎部の装甲が強化され、手甲には対人用のバルカン砲を内蔵している。また、市街戦用としては過剰な威力のショットガンを備えていることからも、本機の用途は治安の維持より反連邦運動を行う市民への恫喝が目的とされている。
なお、本機の改修には貧困対策や難民対策に使用されるべき予算が流用された。

##### ショートショルダー改
型式番号はCRGM-119[SS]。漫画『機動戦士クロスボーン・ガンダム DUST』に登場する機体で、キュクロープスの量産型モビルスーツ。アーノルド・ジルベスターによる新体制に移行した同組織の主力機である。
ジェムズガンの派生機であるショートショルダーの生産ラインを復旧し、ジェムズガン改を改修した機体となっている。採用した理由はショートショルダーが通常のジェムズガンと比べ、防弾性能と冷却効率に優れていたためである。基本的にはショートショルダーと同じだが、頭部センサーはキュクロープス機共通の単眼センサーとなっており、機体カラーはジェムズガン改と同じである。武装に関してもビーム兵器こそ標準装備していないものの、実用性を重視した新武装が追加されている。

## ジャベリン
AE社がジェムズガンのフレームをベースに開発した宇宙用高出力機。元々ヘビーガンから性能を落とすことなくメンテナンスを簡素化することを目標として計画されたジェムズガンの開発途中から、宇宙用高出力機を新たに開発することになり、それにより生まれたのが本機である。
頭部は連邦軍の量産機としては珍しく宇宙空間での索敵、照準に有利なデュアルセンサーを採用しており、この機体がガンダムの系譜に属していることを主張しているものの、センサー保護のためゴーグルで覆われており、GM系に連なる外観となっている。ジェネレーターや一部パーツなどをジェムズガンと共有しつつ、宇宙での戦闘能力強化策として各部に高出力のアポジモーターを配置。コックピット内の仕様もジェムズガンと同一で、一見するとジェムズガンに近い全身のシルエットだが、胸部構造が異なるほか腰部サイドスカートを装備していないなど、細部で多くの差異がある。
背部には大型のショットランサー（ジャベリンユニット）を装備しているが、同機開発時期にクロスボーン・バンガードとAE社との秘密接触も行われていることから、CVからの技術提供を受けていると思われる。
メカニックでも容易に操縦可能な高い操作性をもっており、オプション装備の換装で対MS戦、対艦戦に対応可能な性能を有し、若干の改修で地上での運用も可能な高い汎用性を誇る。本機はそのオプション兵装に依存した攻撃機というわけではなく、一般的な兵装も運用する汎用機で、連邦軍の伝統的なRGMシリーズの系譜を受け継ぐ機体である。
生産ラインによっては保護ゴーグル未装備でデュアルセンサーが露出した機体や腰部にサイドボックスを装備した機体など、いくつかのバリエーションが確認されており、デュアルセンサー左に眼帯型センサー（ロングレンジ・アダプター）を装備した機体も存在する。
プロトタイプがU.C.0122年に地球連邦軍で承認され、翌0123年にはクロスボーン・バンガードのイルルヤンカシュ要塞攻略戦において偶発的に実戦投入され、クロスボーンのMSと渡り合った。その後ジェムズガンと共用の生産ラインに乗せて量産が開始された。
ジェムズガンよりも高性能だったこともあり、地上でも配備が行われるなど、実質的に連邦軍全体の主力機となっている。配備から20余年が経過したU.C.0150年代においては旧式化して相対的に出力が劣っているが、機動性とショットランサーの有効性の高さからザンスカール帝国軍の新型機に対抗できる数少ない機体となっており、単機では能力的に見劣りするが複数機が集団で攻撃・防御することで、それなりの戦力となっていた。しかし、平時に慣れ切った当時の連邦兵の練度の低さもあり、苦戦を強いられることも多い。リガ・ミリティアに協力していたロンドンデリーをはじめとする地球連邦軍の部隊のほか、メキシコのタンピコに展開していた部隊などリガ・ミリティア内でも戦力として使用されており、カイラスギリー攻略戦やザンスカール本国空襲、エンジェル・ハイロゥ攻略戦などの主要な作戦にも参加する。劇中ではウッソが本機を敵戦艦に放り投げた後、狙撃して熱核反応炉の誘爆を爆弾代わりに使用するなど、大胆な使われ方もされている。

### 武装（ジャベリン）
ビーム・ライフル
メイン・ウェポンでジェムズガンのものより大型化され、フォアグリップが装備されている。ロールアウトされた時代では標準的な出力を持っていたが、U.C.0153年においてはパワー不足となりつつあるものの、それでもジャムズガンのものより実戦で通用する威力を備えている。劇中51話では専用ライフルをリグ・コンティオとの戦闘で両断されたV2ガンダムが戦場で拾った本機のビーム・ライフルをゴトラタンとの戦闘の最終局面まで使用した。
ビーム・サーベル
後腰のアーマー内に装備されている近接戦闘用装備。
頭部バルカン砲
近接戦闘用に2門装備。
ビーム・シールド
ジェムズガンと同型のビーム・シールド。プロトタイプの時点で装備されていた。
ジャベリンユニット
機体名の由来にもなっており、旧式化している本機に現状でも通用する高い攻撃力を与えている象徴的な装備。背面に2基背負っており、その大きさは全長の2/3程度を占め、いくつかの運用オプションがある。まず、ランサー部をショットランサーとして回転射出でき、その質量と運動エネルギーで目標を破壊する方法で戦場では最も多用されている。作中ではゾロアットの機体中央を一撃で貫き撃破しており、機体性能こそ見劣りするものの、本装備の攻撃力は依然として現行鋭量産機に対抗できる威力を誇る。そして、ユニット全体をミサイルとして射出することも出来るほか、対艦戦用や対MS戦用など戦局に合わせて換装できるようになっている。バックパックとの接合部はボールジョイントとなっており、可動範囲は見た目以上に広くある程度の射角が確保されている。近接戦闘にも対応しており、バックパックに装備したままガンダムF91のヴェスバーのように前方にせり出してランサーを展開するほか、ユニットを手に持ちランサー部を伸縮させて打撃兵器としても使用可能。ランサーには炸薬が内蔵されているとする資料もあるが、後年の設定ではほとんど確認されていない。
大型ミサイルランチャー
2機1組で曳航して使用する対拠点用の大型ミサイルランチャー。カイラスギリー戦で使用した。

### 劇中での活躍（ジャベリン）
リガ・ミリティアに協力した連邦軍の主力MSとして、中盤以降の全編に登場。初登場は第15話で、バグレ隊が本機でカイラスギリー艦隊と交戦するも戦力差により壊滅状態となり、旗艦のクラップ級を撃破されたのちに投降する。その後、宇宙で合流したバグレ隊の生き残り6機がガウンランドと共にカイラスギリー攻略戦に参加する。カイラスギリー戦では牽引したミサイル・ユニットで長距離射撃を行ったり、ショットランサーでゾロアットを打ち抜くなどの活躍を見せる。27話ではザンスカール本国への空襲の際にリガ・ミリティアへ参加した連邦軍のブラボー隊所属の機体がガンブラスターと編隊を組み参戦する。
中盤の第34話では、メキシコ湾に上陸したモトラッド艦隊の地球浄化作戦を阻止するために、現地へ展開していたリガ・ミリティア所属機が2機登場。そのうちの1機をミズホ・ミネガンが駆って抵抗し、アドラステア級の対空砲火をかいくぐって艦橋に肉薄するも被弾し、墜落後にタイヤの地ならしに巻き込まれる。もう1機はパイロット不在のまま放置された後、ウッソがモトラッド艦隊の足止めをするためにV2ガンダムでけん引して持出し、敵艦の直上へ放出して熱核反応炉を撃ち抜き、大規模な核爆発を引き起こす。
リーンホースJr.をはじめリガ・ミリティアの艦船にも、ガンイージと並んで多数が搭載されており、連邦軍本隊のムバラク艦隊の中心戦力として参加する。エンジェル・ハイロゥ攻略戦では、ザンネックを相手にV2ガンダムの援護を行い、地上付近の戦闘ではクラップの護衛についた機体が3機編隊で展開したビーム・シールドを連結させ、ゴトラタンのメガ・ビーム・キャノンを弾き返すなどの活躍も見せる（このシーンはサンライズ公式コンテンツ『MS動画図鑑ジャベリン編』にてジャベリンであることが確定している）。
最終話では、リグ・コンティオにビーム・ライフルを斬り落とされたV2ガンダムが、その後も最終決戦まで本機のビーム・ライフルを借用する。
U.C.0130年代を描いた漫画『機動戦士クロスボーン・ガンダム』にも木星軍との戦闘を行う姿が確認できる。

### バリエーション（ジャベリン）

#### プロトタイプジャベリン
新規開発にあたってジェムズガンをベースに製作した機体。宇宙でのデータ収集を目的に作られた。カナリアイエローに塗装されている。本機はメインカメラのゴーグルが装着されておらず、デュアルセンサーが剥き出しとなっている。テスト用にジェムズガンのフレーム・外装をベースにジャベリン用に開発したパーツを組み込んでおり、ジャベリンユニットも装備していない。連邦軍に正式承認された後、肩にRGM-122のナンバーが記入された。
漫画『機動戦士ガンダム クライマックスU.C. 紡がれし血統』において、主人公のカムナ・タチバナが駆る最後の機体として登場。U.C.0123年のコスモ・バビロニア建国戦争時、イルルヤンカシュ攻略戦に参加したワイブル・ガードナーが指揮するラー・カイラム級に搭載されていた機体で、金色のベルガ・ギロスと交戦していたF90IIが制御装置のエラーにより稼働停止に陥ったため、カムナが本機を持ち出して参戦し、ベルガ・ギロスと一騎討ちを繰り広げる。

#### ジャベリン初期生産タイプ
正式採用された直後に生産された機体。当初はジェムズガンと同一の製造ラインで製作されていたため、一部パーツはジェムズガンと同一のものを採用している。この頃よりショットランサーを標準搭載している。
ジェムズガンの生産終了以降は、専用設計の部品を使用した量産タイプに移行していった。

#### ジャベリン量産タイプ
制式採用の決定後に生産された機体。ジェムズガンの生産終了によりラインを共有する必要がなくなったため、より最適化を施したマイナーチェンジが行われた。なお、生産ラインによって仕様に差異があり、サイドボックスの有無やセンサーのゴーグルを使用せずにデュアルアイが剥き出しとなっている機体も確認されている。エメラルドグリーンに塗装されていたザグレン隊所属機や、伝統のジムカラーに塗装した宇宙艦隊所属機が存在する。

#### 対艦用ジャベリン
対艦用の大型ショットランサーを装備した機体。ミサイルタイプのランサー（通称「メガスピア」）を高速で射出して艦を打ち抜くという、高い攻撃力を発揮する。対艦専門部隊であるティルコッド隊に配備されていた機体は、ウグイス色に塗装されている。

#### ジャベリンキャノン
型式番号はRGM-122C。量産後期に少数製作された機体。ショットランサーに代わり、単装または4連装のビーム砲2門を装備している。しかし、汎用機として設計されたジャベリンでは砲撃を行うだけのエネルギーを余分に積んでおらず、攻撃できる回数に制限があるために十分な性能は引き出せなかった。ザグレン隊所属機は赤、ティルコッド隊所属機は濃い青で塗装されている。

#### アクアジャベリン
PCゲーム『SDガンダムウォーズ』に登場したアースサイド軍所属のゲームオリジナルMS。ビームトライデントや遠距離ミサイルを装備している。ゲーム内ではシージェガンの上位機種であり、水中用ジムタイプMSとしては最上位の機体にあたる。

## ジェイブス
小説版『機動戦士Vガンダム』5巻に登場する機体で、ジェムズガンよりひとまわりほど大きく、連邦軍の次期制式機として配備が進められている機体だという（小説版にはジャベリンがほとんど登場せず、宇宙の部隊も主にジェムズガンを使用している）。デザインは存在せず、型式番号、武装などのスペックも小説内では特に描写されていない。
劇中ではタボール・ルシングトン大尉の乗る機体が登場。ウッソのセカンドVと模擬戦を行い敗北する、その後はフォン・ブラウンでの戦闘に参加し、11機の部下と共にシュバッテンに肉薄するが、ゴトラタンの狙撃によって撃破される。
宇宙世紀169年を描いた『機動戦士クロスボーン・ガンダムDUST』において、宇宙戦国時代の戦闘継続による文明のダメージにより技術衰退を起こしたことが語られ、本機も初期生産の段階で打ち止めとなった。結果、事実上の後継機は宇宙世紀196年に開発されるRGM-196フリーダムの登場を待つ事になったが、その時代の技術的は実際には衰退している為、後発といっても本機を全ての面で超える後継機という訳ではなくなった。